# Aa en Hunze

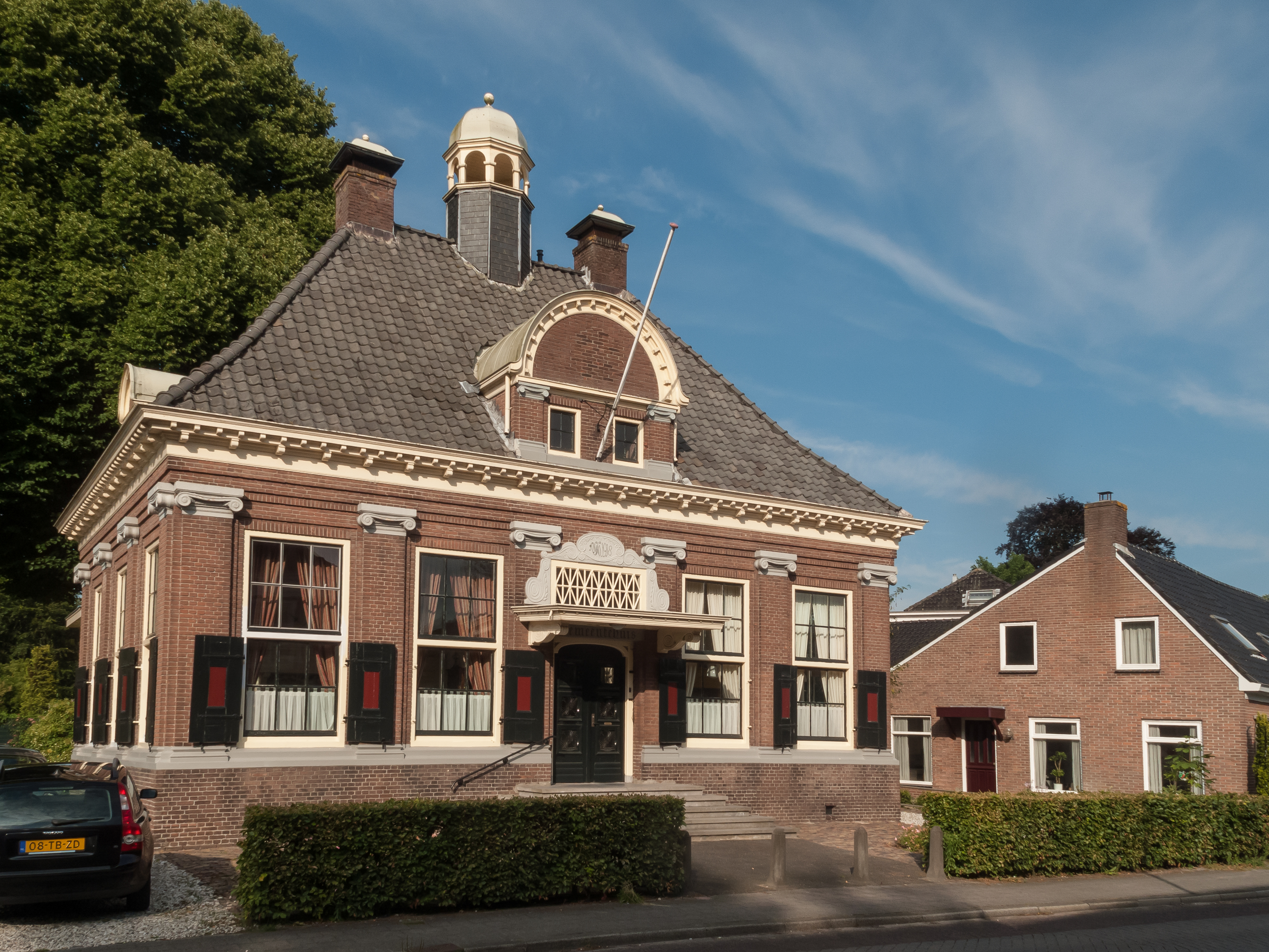
Roldes tidigare stadshus.

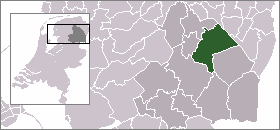
Aa en Hunzes läge.

Aa en Hunze är en kommun i provinsen Drenthe i Nederländerna. Kommunens totala area är 278,86 km² (där 2,0 km² är vatten) och invånarantalet är på 25 212 invånare (2005).